# Миолан-Карвальо, Мари Каролина
Мари Каролина Миолан-Карвальо (фр. Marie Caroline Miolan-Carvalho, урождённая Феликс-Миолан (фр. Félix-Miolan); 31 декабря 1827, Марсель — 10 июля 1895, Шато-Пюи близ Дьепа) — французская певица (лирическое сопрано).

## Биография
Феликс-Миолан родилась 31 декабря 1827 года в Марселе. Окончила Парижскую консерваторию (1843), ученица Жильбера Дюпре.
После победы в вокальном конкурсе в Консерватории дебютировала в 1849 году в Бресте в опере Джакомо Мейербера «Пророк». В следующем году впервые выступила в парижской Опере Гарнье в заглавной партии «Лючии ди Ламмермур».
В 1856 году вышла замуж за импресарио Леона Карвальо и перешла в возглавляемый им Лирический театр (фр. Théâtre-Lyrique). После их брака она начала использовать имя Каролина Карвальо вместо Мари Миолан. В дальнейшем много пела также в Опера-Комик, гастролировала в Лондоне, Берлине и Санкт-Петербурге.
Миолан-Карвальо была первой исполнительницей ведущих партий в четырёх операх Шарля Гуно: Маргариты в «Фаусте» (18 марта 1859 года), Бавкиды в «Филемоне и Бавкиде» (18 февраля 1860 года), заглавной партии в «Мирейли» (19 марта 1864 года) и Джульетты в «Ромео и Джульетте» (27 апреля 1867 года). К числу её наибольших успехов относили партии в операх Моцарта и Россини, а также Маргариту Наваррскую в «Гугенотах» Мейербера.
Оставив сцену в 1885 году, давала уроки; среди её учеников, в частности, Аделаида Больска.
Мари Каролина умерла 10 июля 1895 года в Шато-Пюи.